# Krugarr (cómic)
Krugarr es un personaje ficticio que aparece en los cómics estadounidenses publicados por Marvel Comics. Él es un Hechicero Supremo en la línea de tiempo de Tierra-691 del Universo ficticio de Marvel.

## Historia de la publicación
Krugarr apareció por primera vez en Guardianes de la Galaxia Annual # 1 y fue creado por Jim Valentino.

## Biografía
En el siglo 22, el Doctor Strange encuentra un Lem llamado Krugarr en el planeta Lemista. Está de acuerdo en convertirse en el aprendiz de Strange y aprender los caminos de la magia. Krugarr le sucede a Strange como Hechicero Supremo.
Strange, que toma el título del Anciano, es asesinado más tarde por el villano Dormammu.
Krugarr se enfrenta a Talon como aprendiz. Talon posteriormente declara que Krugarr se vio obligado a rechazarlo por no poder seguir sus estudios. A pesar de esto, las dos entidades siguen siendo amigos. Talón atribuye a esto un "floco agradable". A pesar de la falta de estudios, Krugarr ha logrado enseñar a Magia simple magia, como la levitación.
Durante una batalla con una pandilla asesina de vigilantes, el Mayor Victory se le dispara en la cabeza. Hollywood lo lleva a Krugarr, quien logra salvar su vida. Durante este incidente, comparten un vínculo psíquico, que dura mucho tiempo después de que Mayor Victory es curado.
Algún tiempo después, el mundo que es controlado por la entidad Mainframe, se sacude con desastres debido a la interferencia de un antiguo virus de la Tierra. Krugarr es convocado por Martinex a través de la muy avanzada "Estrella" usada por los Guardianes y sus aliados. Krugarr, que acababa de establecer su Sanctum Sanctorum en su planeta natal de Lem, lamenta con tristeza porque hay una crisis que crece en las Dimensiones Oscuras. Krugarr envía telepáticamente a Hollywood para que lo ayude. Hollywood se une a varios otros poderosos superhéroes para salvar a los sobrevivientes inocentes del mundo de Mainframe. Esto estimula la creación de los Guardianes Galácticos. 

## Poderes y habilidades
Como Hechicero Supremo, Krugarr tiene la habilidad de realizar muchos hechizos mágicos tales como pernos místicos, vuelo, proyección astral y llamada a varias entidades mágicas.

## Otras versiones
La versión Tierra-616 de Krugarr apareció durante la historia de Infinity War como miembro de los Lamentadores.

## En otros medios

### Cine
- Krugarr aparece en Guardianes de la Galaxia vol. 2 (2017). Está representado como un personaje CGI.[5][6][7][8][9] El personaje aparece durante una escena de mediados de créditos en la que el equipo original de Yondu interactúa. La inclusión del equipo original en la película se hizo con la intención de que pudieran aparecer en otras entregas de la franquicia.[10] Esta escena ocurrió algún tiempo después de la muerte de Yondu. Krugarr estuvo de acuerdo con la idea de Starhawk de volver a trabajar juntos conjurando símbolos mágicos.
- Krugarr aparece nuevamente en Guardianes de la Galaxia vol. 3 (2023). Kruggar y su clan de Devastadores ayudaron a los Guardianes de la Galaxia a entrar en la Orgosfera del Alto Evolucionador.